# Вилларе де Жуайёз, Жан Мари
Жан Мари Вилларе де Жуайёз (18 сентября 1757, Ош — 10 январря 1847, Париж) — французский военачальник, бригадный генерал (1808).

## Биография
Из дворянской семьи. Младший брат адмирала Луи Тома Вилларе де Жуайёза. В юности поступил на военную службу. 4 февраля 1776 года стал 3-м лейтенантом артиллерии, а 9 февраля 1777 года — вторым лейтенантом.
Отправлен для продолжения службы во французские колонии, где продолжил службу в артиллерии; 1 мая 1786 года — первый лейтенант. Революцию принял, продолжил не спеша продвигаться по службе, но стремительных взлётов его карьера не делала. Когда его старший брат-адмирал был назначен генерал-губернатором французской Мартиники, Жан Мари отправился туда с ним, непосредственно возглавлял части гарнизона, и был произведён в бригадные генералы.
В 1809 году, братьям Вилларе де Жуайёз, имевшим всего 2000 солдат, пришлось противостоять 18 000-тысячному британскому экспедиционному корпусу во главе с адмиралом Кокрейном. Бои на Мартинике продолжались три недели; защитники сперва отступили в форт, но затем принуждены были капитулировать. Несмотря на сопротивление, которое оказал англичанам гарнизон Мартиники, генерал Вилларе де Жуайёз, находясь в плену, был разжалован по приказу Наполеона (1810).
Жан Мари Вилларе де Жуайёз находился в плену до конца войны в Европе (то есть, до весны 1814 года), а затем вернулся домой, во Францию, где вышел в отставку с пенсией.

## Награды
- Шевалье ордена Святого Людовика (19 ноября 1791)
- Кавалер ордена Почётного легиона (5 августа 1814)
- Офицер ордена Почётного легиона (17 января 1815)
- Командор ордена Почётного легиона (30 апреля 1833)